# Yerba Buena Island
Pour les articles homonymes, voir Yerba Buena.
Ne doit pas être confondu avec Île Yerbas Buenas.
Yerba Buena Island est une île se trouvant dans la baie de San Francisco entre San Francisco et Oakland.
Le Yerba Buena Tunnel la relie au San Francisco-Oakland Bay Bridge. L'île servit de base navale entre la Seconde Guerre mondiale et 1996.
Les gravats issus de la création du tunnel ont permis de créer l'île artificielle de Treasure Island reliée à Yerba Buena par un isthme.
L'amiral Chester Nimitz fut résident sur l'île après la guerre, il y décéda en 1966.

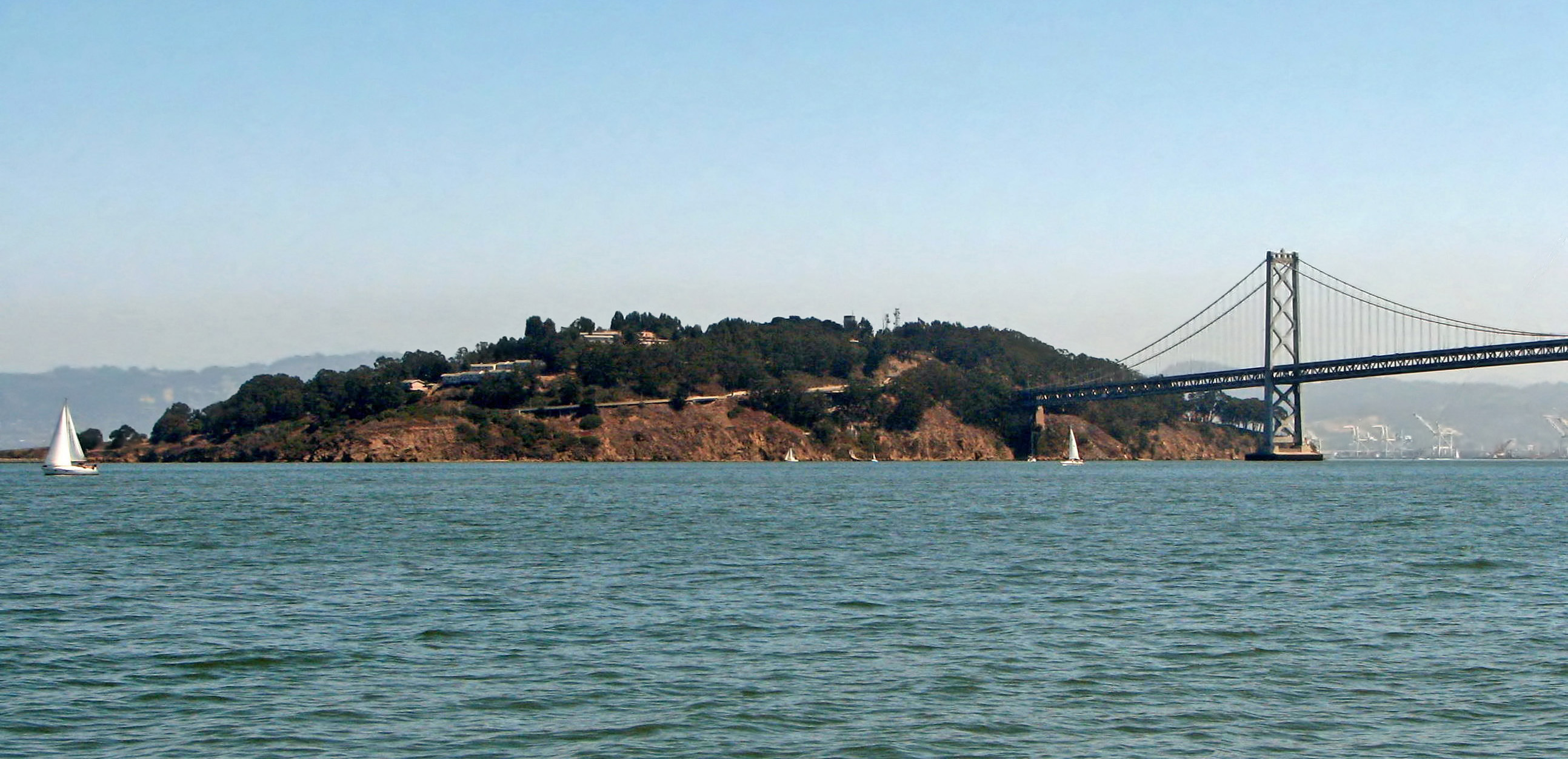
Yerba Buena Island